# 新南 (海防艦)
新南（しんなん）は、日本海軍の海防艦。鵜来型海防艦の5番艦。艦名は南シナ海にある新南群島（現在の南沙諸島）にちなむ。太平洋戦争を生き延びて戦後は掃海に従事し運輸省の定点観測船、次いで海上保安庁の巡視船、最後は石油開発公団の宿泊船となった。

## 起工までの経緯
マル急計画の海防艦甲、第310号艦型の29番艦、仮称艦名第338号艦として計画。1942年2月14日、海防艦乙型（基本計画番号E20）の基本計画の決定により第322号艦型に計画変更。1943年7月5日、海防艦改乙型（基本計画番号E20b）の設計が完了したため、第310号艦型と第320号艦型の未起工艦のうち本艦を含む8隻は、基本計画番号E20bに従って建造されることになった。また、未起工艦8隻のうち日立造船に建造が割り当てられていた3隻は、用兵側から要望のあった掃海具を装備した通称「日振型」として建造されることになる。

## 艦歴

### 起工-竣工-訓練
1944年5月24日、浦賀船渠株式会社で建造番号第570番船として起工。9月1日、新南と命名されて鵜来型海防艦の5番艦に定められ、本籍を佐世保鎮守府と仮定。5日進水。16日、艤装員事務所を浦賀船渠株式会社浦賀造船所内に設置し事務開始。10月21日竣工し、艤装員事務所を撤去。同日付で本籍を佐世保鎮守府に、役務を佐世保鎮守府警備海防艦にそれぞれ定められ、呉防備戦隊に編入。対潜訓練隊に配され基礎術力練成教育に従事。11月26日、第一海上護衛隊に編入。

### 船団護衛
1944年11月30日、ミ29船団（15隻）を護衛し門司発。12月2日、アメリカ潜水艦の攻撃を受け2隻が被雷沈没して以降、船団は分裂状態となり、10日高雄に入港した輸送船は1隻のみだった。同日、第一海上護衛隊は第一護衛艦隊に改編。
12月14日、タマ36船団（4隻）を護衛し高雄発。途中、枋寮とサブタン島を経由し、24日サンフェルナンド着。25日、第二十一海防隊に編入。26日、サンフェルナンド発。31日、高雄着。
1945年1月1日現在、第二十一海防隊司令海防艦。3日、タア01船団（9隻）を護衛し高雄発。5日、厦門着。6日、厦門発。7日、左営着。10日、ヒ87船団を護衛し左営発。13日、香港着。香港在泊中は連日空襲を受け新南は戦死2名、戦傷22名、至近弾により各所に破孔が発生するなどの損害を出す。20日、ヒ87B船団を護衛し香港発。21日、海南島南口で触礁し重油タンクの漏水、左舷推進器羽折損、水中探信儀使用不能の損害を出す。新南が香港で積載した託送品と便乗者を屋久へ移載し、新南は海南島で投錨して応急修理の後、香港へ回航。24日から29日まで入渠し修理を行う。29日、倉橋とともに基隆へ回航し、31日基隆着。
2月3日、タモ40船団（4隻）を護衛し基隆発。途中、泗礁山を経由し12日、六連に到着。13日から3月5日まで、佐世保海軍工廠で入渠し修理と整備を行う。この修理中に13号電探を設置。
3月5日、ヒ88F船団と合同のため佐世保発。伏瀬灯台-彦島を経由し、7日に対馬北端で同船団と合同。8日、六連着。12日、ヒ99船団を護衛し六連発。15日、居金島南方で宇久とともに光島丸船団と合流のため同船団から分離。22日、厦門沖で光島丸船団と合同。韮山列島と泗礁山を経由し、26日六連着。
4月2日、AS3作戦参加のため門司発。以後、主として的山浦を拠点に五島列島周辺海域の対潜掃蕩に従事。終戦時は佐世保に所在。11月30日、海軍省の廃止に伴い除籍された。
なお、各海防艦が艦橋前に装備した三式迫撃砲は1945年5月頃に撤去の訓令が出されていたが、新南については佐世保海軍軍需部に提出した兵器還納目録に八糎迫撃砲の記載があり、終戦時まで迫撃砲を装備していたことが判明している。

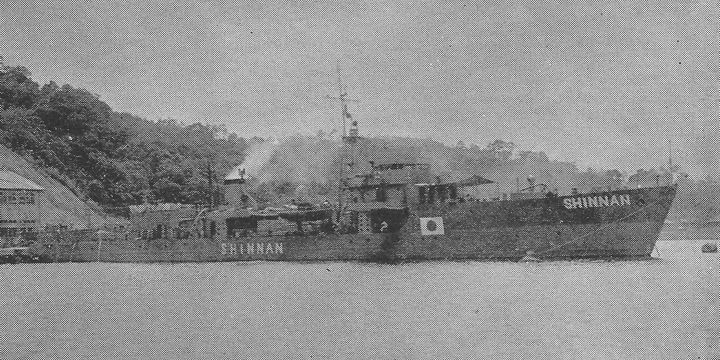
復員庁掃海艦新南
（1946年9月1日、舞鶴港）

### 掃海艦
1945年12月1日、第二復員省の開庁に伴い、佐世保地方復員局所管の掃海艦に定められる。
1946年7月10日、掃海艦籍のまま掃海母艦と呼称され、定員を除かれる。
1947年2月10日、復員庁第二復員局掃海監部附属に編入。6月26日、復員庁第二復員局掃海監部附属を解かれ、佐世保地方復員局所管の特別輸送艦に改められる。同日付で特別保管艦に指定され、舞鶴特別保管艦艇第二保管群に配される。11月1日、特別輸送艦の定めを解かれた。

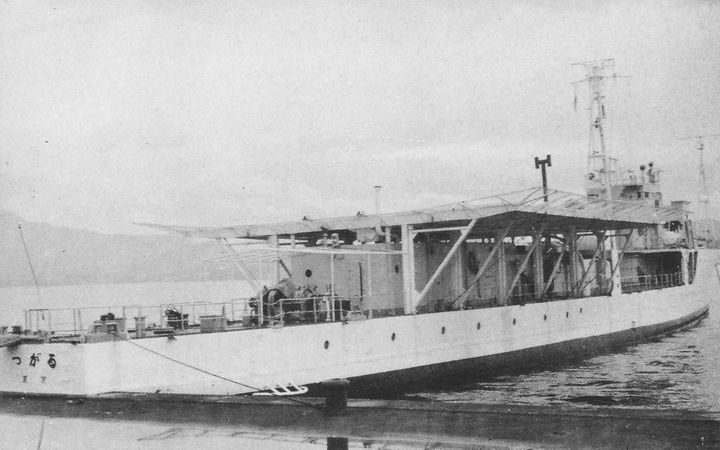
石油開発公団宿泊船つがる

### 定点観測船-巡視船-宿泊船
1947年12月26日、新南は運輸省へ移管され、中央気象台の定点観測船となり新南丸（しんなんまる）と命名。三陸東方沖の北方定点で1948年から1953年にかけて26航海を、四国南方沖の南方定点で1949年から1953年にかけて11航海をそれぞれ行い、定点観測に従事した。
1954年1月1日、海上保安庁に編入され巡視船つがる (PL-105)となり、第八管区舞鶴海上保安部に配属となった。海上保安庁に移籍の際、外板、上甲板、隔壁など船体主要構造部の新替、補強。船首楼、マストの改造、発電機、配電盤などの新替及び増設、通信機の周波数の変更及び通信施設の増設され、舞鶴海上保安部配属後に3インチ砲1門、20ミリ機銃2門の武装を施工された。また、 こじま(PL-106)を除く他のおじか型に比べて、操舵室（旧羅針艦橋）前面から両舷にまたがる回廊が設けられたことがつがるの外見上の特徴である。四国南方沖の南方定点で1954年から1956年にかけて6航海を行い、定点観測に従事した。

1955年（昭和30年）6月11日、皆既日食の観測のためベトナムへ派遣され接食時刻、コロナの撮影、地磁気の観測に成功した。この皆既日食観測は外国において初めて実施したものとなった。

1956年（昭和31年）11月8日、満船飾に飾り付け晴海埠頭にて南極観測出港式典に参加。式典終了後、第一次南極観測に往く隊員と宗谷乗組員の家族をのせ羽田沖まで宗谷に伴走した。

1957年（昭和32年）11月6日、樺太に抑留されていた漁船員と引揚者を小樽まで輸送。その際ソ連側の意向により武装を撤去したが、業務終了後、再武装の際に定点観測に必要な装備を外し、レーダー及びファンネルを新装した。

1960年（昭和35年）3月31日、第一管区釧路海上保安部に配属替えとなった。10月に船体を耐氷型に改造。1963年4月に宗谷が移籍してくるまでは第一管区最大の巡視船だった。

1965年（昭和40年）11月24日、さつま (PL-104)と交替し第十管区鹿児島海上保安部に配属となった。さつま (PL-104)は同日解役されたことにより、つがるはおじか型で唯一の現役巡視船になった。11月30日、さつまの後継船えりも(PL-13)が第一管区釧路海上保安部に配属となった。
1966年（昭和41年）6月3日、後継船のさつま(PL-14)の就役前につがるは海上保安庁を解役された。
1967年、つがるは深田サルベージに払い下げられ、1967年9月から10月にかけて日立造船向島工場で機関部の撤去、後部構造物上に折り畳み式ヘリコプター甲板を設置するなどの改造工事を受けて石油開発公団の宿泊船となり、1967年12月25日ボルネオに曳航された。

ボルネオで使用されたのち1969年春に一時帰国し再改造されインドネシア石油資源開発に傭船され曳航倉庫兼宿泊母船として使用されたが、用務が終了した1971年夏頃に帰国し、同年秋頃に江田島の深田サルベージ作業場において解体され、数奇な船歴にピリオドを打った。

## 新南海防艦長/艦長
艤装員長
1. 池田郷 少佐：1944年9月15日 - 1944年10月21日

海防艦長/艦長
1. 池田郷 少佐：海防艦長 1944年10月21日 - 1945年9月30日
2. 外山三郎 少佐：1945年9月30日 - 1945年11月25日
3. 溝口智司 少佐/第二復員官/第二復員事務官/復員事務官：1945年11月25日 - 艦長 1945年12月20日 - 1946年7月10日[注釈 6]
4. （兼）田村久三 復員事務官：1947年3月5日 - 1947年6月26日（本職：復員庁第二復員局掃海監部長）
5. 川畑幹榮 復員事務官：1947年6月26日 - 1947年10月25日[6]